# Hrabstwo Macon (Tennessee)
Hrabstwo Macon (ang. Macon County) – hrabstwo w stanie Tennessee w Stanach Zjednoczonych. Obszar całkowity hrabstwa obejmuje powierzchnię 307,19 mil² (795,62 km²). Według szacunków United States Census Bureau w roku 2009 miało 22 057 mieszkańców.
Hrabstwo powstało w 1842 roku. 
Hrabstwo należy do nielicznych hrabstw w Stanach Zjednoczonych należących do tzw. dry county, czyli hrabstw gdzie decyzją lokalnych władz obowiązuje całkowita prohibicja.

## Miasta
- Lafayette
- Red Boiling Springs[6]

| Populacja hrabstwa w poprzednich latach | Populacja hrabstwa w poprzednich latach |
| Rok                                     | Liczba ludności                         |
| --------------------------------------- | --------------------------------------- |
| 1980                                    | 15,604                                  |
| 1990                                    | 15,906                                  |
| 2000                                    | 20,386                                  |
| 2005                                    | 21,549                                  |